# Jean de Wilde
Ne doit pas être confondu avec Jan De Wilde ou Jean de Hornes.
Pour les articles homonymes, voir de Wilde.

Jean de Wilde (Jean de Hornes dit), seigneur de Kessenich, né vers 1430 et mort à Liège le 28 octobre 1468, est l'un des chefs militaires des Liègeois qui combattent à l'automne 1468 les troupes du duc de Bourgogne Charles le Téméraire qui projette de placer la principauté de Liège sous l'influence des Pays-Bas Bourguigons. La révolte échoue, 600  combattants liégeois sont tués, Jean de Wilde meurt des ses blessures et la ville de Liège est mise à sac et incendiée.

## Famille
Jean de Hornes dit Jean le Sauvage (en français) ou Jan de Wilde (en flamand), seigneur de Kessenich, né vers 1430, est le fils d'Arnold de Hornes, dit le Sauvage ou de Wilde, seigneur de Brunshorn et de Kessenich, qui appartient à une branche de l'illustre maison de Hornes,. Sa mère, Élisabeth de Looz est la fille naturelle de Jean de Looz, seigneur de Heinsberg et de Juliers et de Catherine de Solms. Il est, par sa mère, le neveu du Jean de Heinsberg, prince-évêque de Liège de 1419 à 1455. Il a une sœur, Catherine de Hornes, épouse du chevalier Jean Kollaert (Jean Collard). Il épouse N. van Balveren dont il a un fils, Jean de Hornes dit le Discret,.

## Biographie
Entre 1435 et 1447, à la suite du décès de son père, Arnold de Hornes, il hérite de la seigneurie de Kessenich (actuellement commune de Kinrooi, nord-est de l'actuelle province de Limbourg), puis, après de longs procès juridiques, de celle de Bocholt. Il obtient aussi du prince-évêque de Liège Jean de Heinsberg des droits sur Gleixhe et le château de Hautepenne. Mais, en 1456, un nouveau prince-évêque  de Liège est en place. Il s'agit de Louis de Bourbon, placé par le duc de Bourgogne Philippe le Bon qui désire ainsi étendre son autorité à la principauté de Liège. En outre, Jean de Wilde perd ses droits sur Gleixhe et Hautapenne et se retrouve dans l'opposition au prince-évêque avec d'autres notables et le peuple liégeois.
Lorsque Louis de Bourbon, prince-évêque de Liège, est déposé en 1465 par les Liégeois, alliés de Louis XI de France et emmenés par Raes de Heers, Baré de Surlet et Jean de Wilde, le duc de Bourgogne Philippe le Bon prend les armes contre les armées liégeoises dirigées par Raes de Heers, et les défait le 20 octobre 1465 lors de la  Bataille de Montenaken. Les Liégeois doivent signer la Paix de Saint-Trond, où Philippe le Bon est désormais institué suzerain de la principauté et Louis de Bourbon réinstallé en tant que prince-évêque de Liège le 19 septembre 1466 (Première Guerre de Liège).
Philippe le Bon meurt le 15 juin 1467. Son fils Charles le Téméraire lui succède en tant que duc de Bourgogne. Après la défaite de la bataille de Brustem le 22 octobre 1467, lors de la Deuxième Guerre de Liège Jean de Wilde commande les troupes liégeoises avec Raes de Heers.
Banni de Liège. Il prend le maquis et devient, avec Vincent de Bueren et Gossuin de Streel, capitaine des compagnons de la Verte Tente puis des Vrais Liégeois.
Le déplacement à Maestricht du prince-évêque Louis de Bourbon est l'occasion attendue par les compagnons bannis de rentrer à Liège (9 septembre 1468) et de s'installer aux commandes de la cité. Dans la confusion, l'ensemble de la garnison bourguignonne prend la fuite de la ville d'autant plus que son commandant Guy de Humbercourt était absent de la cité. La vie reprend dans la cité mosane mais la paix est loin d'être rétablie. Jean de Wilde est l'un des principaux protagonistes du retour forcé de Louis de Bourbon à Liège . On lui prête les phrases suivantes : "Nous sommes les exilés et nous ne demandons qu'une seule chose, c'est que vous, notre prince, soyez reconduit par nous à Liège. Ce sera un avantage pour nous, et vous ne vous en repentirez pas". Il s'engage aussi à maintenir Guy de Humbercourt en vie comme le rapporte le texte suivant (en français de l'époque) : "Et vindrent d'emblée les Liégeois prendre la ville de Tongres [...] et prindrent ledit évesque et ledit d'Hymbercourt [...] En chemin composa ledit seigneur d'Hymbercourt avec un chevalier, appelé messire Guillaume de Ville (Vildt), autrement dit en françois "le Sauvage". Cedit chevalier sauva ledit d'Hymbercourt, craignant que ce fol peuple ne le tuast (...)"
 Apprenant ces faits, Charles le Téméraire dirige une armée en direction de Liège pour mater une fois pour toutes la ville rebelle. C'est la Troisième Guerre de Liège. Le 22 octobre, Jean de Wilde participe au combat à Lantin à la tête d'une troupe nombreuse et fait subir de lourdes pertes aux Bourguignons avant que ces derniers ne reprennent le dessus et brûlent vifs cinq cents hommes d'une milice liégeoise dans l'église du village.

## Mort
Jean de Wilde meurt à Lièges le 28 octobre 1468 des suites des blessures qu'il reçoit lors de la bataille du 27 octobre dans le quartier extra-muros de Saint-Léonard. Ayant perdu sa main droite au combat et poursuivi par les Bourguignons, il fait une lourde chute alors qu'il rentre dans la ville en gravissant tant bien que mal les remparts de la cité entre la porte de Vivegnis et la porte Saint-Léonard. Il meurt le jour précédant l'expédition des  Six cents Franchimontois. Les jours qui suivent, la ville de Liège est mise à sac et brûlée par les troupes bourguignonnes.

## Hommages
Le boulevard de Wilde, dans le quartier de Sainte-Walburge à Liège, lui rend hommage depuis le début du XXe siècle.
Jean de Wilde figure parmi les sculptures de la façade du palais provincial de Liège.